# Futsal Awards de 2014
O AGLA Futsal Awards de 2014 é a 15ª edição da premiação máxima do futsal mundial outorgada pela Federação Internacional de Futebol (FIFA) e organizada pelo site Futsal Planet. A premiação ocorre entre 12 de fevereiro de 2015 à 22 de fevereiro de 2015.

## Indicações
|  | Vencedor(a) |

### Jogador de Futsal

#### Feminino
As indicadas para a categoria foram:
| Nome              | Nacionalidade | Clube                        |
| ----------------- | ------------- | ---------------------------- |
| Amandinha         | Brasil        | Barateiro Futsal             |
| Ana Azevedo       | Portugal      | FC Vermoim                   |
| Ana Catarina1     | Portugal      | SL Benfica e Lazio Femminile |
| Belén1            | Espanha       | Atlético Madrid Navalcarnero |
| Jozi de Oliveira1 | Brasil        | CD Burela FS                 |
| Lu Minuzzo        | Brasil        | Lazio Femminile              |
| Mélissa           | Portugal      | ARJ Mogege e Santa Luzia FC  |
| Taty              | Brasil        | Female Futsal                |
| Vanessa           | Brasil        | Female Futsal                |
| Vane Sotelo       | Espanha       | Cidade As Burgas             |

1 Goleira

#### Goleiro
Os indicados para a categoria foram:
| Nome           | Nacionalidade | Clube                            |
| -------------- | ------------- | -------------------------------- |
| Deivd          | Brasil        | Corinthians                      |
| Elías          | Argentina     | Pinocho                          |
| Guitta         | Brasil        | ADC Intelli                      |
| Higuita        | Brasil        | Kairat Almaty                    |
| Jesús Herrero  | Espanha       | Inter Movistar                   |
| Mammarella     | Itália        | Montesilvano C5                  |
| Gustavo Juruna | Rússia        | Dínamo Moscou                    |
| Paco Sedano    | Espanha       | Barcelona Alusport               |
| Rafa Pérez     | Espanha       | ElPozo Murcia                    |
| Tiago          | Brasil        | Predefinição:Futsal Brasil Kirin |

### Treinador

#### Seleções
Os indicados para a categoria foram:
| Nome             | Nacionalidade | Seleção                                         |
| ---------------- | ------------- | ----------------------------------------------- |
| Fonnegra         | Colômbia      | Colômbia e Colômbia Sub-20                      |
| Giustozzi        | Argentina     | Argentina                                       |
| Hermans          | Países Baixos | Tailândia                                       |
| Menichelli       | Itália        | Itália                                          |
| Miguel Rodrigo   | Espanha       | Japão                                           |
| Neumann          | Chéquia       | República Checa                                 |
| Popiolski        | Brasil        | Brasil Feminino e Brasil Universitário Feminino |
| Serginho         | Brasil        | Brasil                                          |
| Sergey Skorovich | Rússia        | Rússia                                          |
| Xande            | Brasil        | Brasil Sub-20                                   |

#### Clubes
Os indicados para a categoria foram:
| Nome            | Nacionalidade | Clube                            |
| --------------- | ------------- | -------------------------------- |
| Acosta          | Brasil        | Nagoya Oceans                    |
| Bellarte        | Itália        | Acqua & Sapone Emmegross         |
| Cacau           | Brasil        | Kairat Almaty                    |
| Marc Carmona    | Espanha       | Barcelona Alusport               |
| Cidão           | Brasil        | ADC Intelli                      |
| Meloni          | Argentina     | Boca Juniors                     |
| Nuno Dias       | Portugal      | Sporting CP                      |
| Vander Iacovino | Brasil        | Predefinição:Futsal Brasil Kirin |
| Velasco         | Espanha       | Inter Movistar                   |
| Yudin           | Rússia        | Dina Moscovo                     |

### Árbitro
Os indicados para a categoria foram:
| Nome                             | Nacionalidade | Confederação |
| -------------------------------- | ------------- | ------------ |
| Marc Birkett                     | Inglaterra    | UEFA         |
| Leroy Rafael Brown Gomez         | Guatemala     | CONCACAF     |
| Maulana Buanamade                | Moçambique    | CAF          |
| Nurdin Bukuev                    | Quirguistão   | AFC          |
| Christopher Daniel Colley        | Austrália     | AFC          |
| Cesar Máximo Malaga Mauri        | Peru          | CONMEBOL     |
| Alessandro Malfer                | Itália        | UEFA         |
| Daniel Fernando Rodriguez Bordon | Uruguai       | CONMEBOL     |
| Dario Javier Santamaria          | Argentina     | CONMEBOL     |
| Saša Tomic                       | Croácia       | UEFA         |

### Seleção
As indicadas para a categoria foram:
| Seleção           |
| ----------------- |
| Argentina         |
| Brasil            |
| Brasil Feminino   |
| Brasil Sub-20     |
| Itália            |
| Japão             |
| Portugal Feminino |
| Rússia            |
| Espanha           |
| Tailândia         |

### Clube
Os indicados para a categoria foram:
| Clube                            |
| -------------------------------- |
| Atlético Madrid Navalcarnero2    |
| Barateiro Futsal2                |
| Barcelona Alusport               |
| Predefinição:Futsal Brasil Kirin |
| Dabiri Tabriz                    |
| Dina Moscovo                     |
| Inter Movistar                   |
| Kairat Almaty                    |
| Nagoya Oceans                    |
| Sporting CP                      |

2 Futsal Feminino